# Takuya Miyamoto (fotbollsspelare född 1993)
Takuya Miyamoto (宮本 拓弥 Miyamoto Takuya?), född 21 maj 1993 i Chiba prefektur, är en japansk fotbollsspelare.
Miyamoto började sin karriär 2016 i Mito HollyHock. Han spelade 47 ligamatcher för klubben. 2020 flyttade han till YSCC Yokohama. 